# Synoda (1980)
Zvláštní shromáždění biskupské synody pro Nizozemsko bylo shromáždění biskupské synody, které se konalo v Římě v lednu 1980 na žádost papeže Jana Pavla II., aby projednalo některé klíčové otázky teologické a pastorační povahy katolické církve v Nizozemsku.
Důvodem svolání byla vážná mocenská krize, nedostatek společenství mezi samotnými nizozemskými biskupy a polarizace, kterou nizozemská církev v té době vykazovala. Napětí mezi nizozemskou církví a Římem vzniklo po druhém vatikánském koncilu (1962–1965). Pod záštitou nizozemských biskupů byl v roce 1966 vydán Nový katechismus, v němž chtěl episkopát převést výsledky koncilu na nizozemské poměry. Z iniciativy biskupů vznikla Pastorační rada nizozemské církevní provincie (1968–1970): široké demokratické shromáždění složené z laiků i zasvěcených osob, v němž se každý mohl vyjádřit k citlivým tématům, jako je celibát, ženy v církvi, vztah mezi církví v Nizozemsku a Svatým stolcem, kontrola porodnosti a různá další. Řím tyto aktivity sledoval s velkým zájmem. Jmenování Adriana Simonise, který byl mluvčím konzervativní frakce v pastorační radě, a – o dva roky později – Joannese Baptisty Matthijse Gijsena kaplanem lze interpretovat jako pokus Svatého stolce udělat v provincii nizozemské církve pořádek. Rozpory uvnitř biskupské konference se však po těchto jmenováních prohloubily.
Iniciativa k této synodě byla již dříve přednesena tehdejším utrechtským arcibiskupem, kardinálem Johannesem Willebrandsem, a papežem Pavlem VI. Svolal ji však až papež Jan Pavel II., který ji ohlásil již v říjnu 1978, šest měsíců po své inauguraci. Synoda byla oficiálně oznámena 25. května 1979 kardinálem Agostinem Casarolim, státním prosekretářem Jeho Svatosti. Zahájena byla v pondělí 14. ledna 1980. Předsedal jí papež Jan Pavel II. a jako předsedající delegáty jmenoval kardinála Johannese Willebrandse a monsignora Godfrieda Danneelse, nedávno jmenovaného arcibiskupa Malines-Brusel. Ačkoli monsignor Danneels nebyl nizozemským biskupem, papež ho považoval za vhodnou osobnost pro podporu smíření v nizozemské církvi.
Svoláním biskupů dané země zavedl papež Jan Pavel II. vedle řádného generálního shromáždění, mimořádného generálního shromáždění a zvláštního shromáždění novou formu biskupské synody, která je zcela v souladu s motu proprio Apostolica Sollicitudo papeže Pavla VI.

## Průběh synody
V neděli 13. ledna před ranní modlitbou Anděl Páně vyzval papež celou církev, aby se modlila za úspěch synody. Nizozemští biskupové již byli přijati v nizozemské koleji na Aventinu. První pracovní den synody začal mší svatou, které předsedal papež v Matyldině kapli. Ve své homilii papež Jan Pavel II. označil tuto synodu za událost, která nemá v historii obdoby. Tvrdil, že synoda se vyznačuje prolínáním univerzální a místní církve: „Cílem našeho setkání je projevit soudržnost těchto dvou dimenzí dohromady a upevnit je.“
Synoda měla trvat celkem dva týdny. Vždy se konala dvě zasedání denně. Tato zasedání se konala ve starém synodním sále v nejstarší části Apoštolského paláce, vedle věže Borgia. Za nizozemskou stranu byli přítomni všichni biskupové. Papeži během synody asistovali prefekti hlavních římských kongregací, kteří se zabývali tématy synody. Nejdůležitějšími byli kardinálové Sebastiano Baggio, prefekt Kongregace pro biskupy, a Silvio Oddi, prefekt Kongregace pro klérus. Tito dva preláti již dlouho předvídali úplnou reorganizaci nizozemské církevní provincie. Baggio byl v průběhu let ohromen a znepokojen nejednotností nizozemské biskupské konference a Oddi, již v době svého působení jako apoštolský nuncius v Belgii, se díval na změny v nizozemské církevní provincii po II. vatikánském koncilu s nelibostí.
Na synodě se také projevilo rozdělení nizozemských biskupů. Johannes Willem Maria Bluijssen, biskup z 's-Hertogenbosch, ve svých pamětech napsal: „My holandští biskupové jsme byli rozděleni, nevyléčitelně rozděleni; neustále jsme si odporovali, a to pro fórum papeže a římské kurie. Muži z kurie někdy podrobovali naši politiku zkoušce. Ale byli jsme příliš rozděleni, než abychom mohli poskytnout věrohodnou protiváhu.“
Proto synoda trvala tak dlouho. Dalším důvodem bylo, že biskupové, ačkoli byli mezi sebou rozděleni, kladli velký odpor. Když byl sekretář synody, pomocný biskup z Haarlemu Jos Lescrauwaet, dotázán, jak dlouho bude synoda trvat, odpověděl: „Tak dlouho, jak budou biskupové chtít.“
25. ledna papež a nizozemští biskupové opět společně sloužili mši. Tentokrát se jednalo o svátek Pavlova obrácení. V úvodu homilie se papež zmínil o ekumenismu a pochválil kardinála Johannese Willebrandse, předsedu Sekretariátu pro podporu jednoty křesťanů, za jeho práci. V závěru se obrátil na nizozemské biskupy s výzvou, aby tuto jednotu upevňovali a šířili uvnitř země.
31. ledna papež slavnostně zakončil synodu eucharistickou slavností v Sixtinské kapli. Na oltáři v kapli byl položen dokument se synodními dekrety, které po mši podepíše papež a synodní otcové. Ve své homilii papež ocenil práci, kterou synoda vykonala, a vyzval nizozemské věřící, aby se modlili za úspěšné uskutečnění toho, co bylo shromážděním rozhodnuto.
Rozhodnutí se týkala biskupů, kněží, řeholníků i laiků. Byla přijata i některá další ustanovení, např. zřízení synodální rady, která měla dohlížet na provádění rozhodnutí. Tvořili ji kardinál Gabriel-Marie Garrone, kardinál Johannes Willebrands a monsignor Johannes Willem Maria Bluijssen. V doplňujících ustanoveních bylo stanoveno, že se na celostátních aktivitách nizozemské církevní provincie má podílet monsignor Gijsen, jeden z nejizolovanějších biskupů.
Biskupové byli pověřeni obnovením jednoty a nalezením nové rovnováhy mezi společnými dohodami v rámci biskupské konference a svými povinnostmi ve vlastních diecézích. Měli přispět – obnovením této jednoty – k odstranění zmatků mezi věřícími. Měla být zvážena možnost jmenování nových biskupů a dokonce i možnosti zřízení nových diecézí. Uvažovalo se o případné nové diecézi Almere a o rozdělení diecéze 's-Hertogenbosch, z níž měla vzniknout diecéze Eindhoven. Z obou projektů nakonec sešlo. Noví biskupové byli mimo jiné nutní k tomu, aby všem komisím Nizozemské biskupské konference mohl předsedat biskup.
Pokud jde o kněze, synoda konstatovala, že často mají příliš funkční pohled na svůj úkol. Měli věnovat více pozornosti vlastnímu duchovnímu životu. Synoda vyjádřila znepokojení nad malým počtem povolání ke kněžství. Biskupové se proto zavázali rozvíjet aktivní pastoraci povolání. Kněžské semináře měly mít podobu po vzoru Rolduc – tj. kandidáti kněžství měli studovat a žít pod jednou střechou – nebo internátů – kde studenti bydleli společně a na vzdělávání navazovali jinde, např. na externích teologických fakultách. Tato studia měla být pod přísným dohledem biskupů. Měla být prozkoumána situace ženatých kněží vyučujících v seminářích nebo na vysokých školách. Mnozí si to vykládali jako oznámení o jejich rezignaci.
Očekávalo se, že se laici nepolarizují a – bez fanatismu – nepřestanou bránit skutečnému dialogu. Pastýři byli chváleni, ale bylo žádoucí mnohem jasnější rozlišení mezi kněžími a pastoračními pracovníky. Mělo se zabránit dojmu paralelního kléru. Měla být podporována účast na nedělní eucharistické slavnosti, stejně jako účast na svátosti zpovědi, která byla v Nizozemsku téměř zcela zastaralá. Katecheze měla být sladěna s římskými směrnicemi.

## Po synodě
Po synodě vznikla řada seminářů zejména v diecézi Breda (Bovendonk v roce 1983), v diecézi 's-Hertogenbosch (St John's Centre v roce 1986), v diecézi Rotterdam (Vronesteyn v roce 1988) a v diecézi Haarlem-Amsterdam (Willibrord House) v roce 1996.
Nizozemští biskupové se vůči synodě rozdělili na kritiky – jako byl biskup z 's-Hertogenbosche Johannes Willem Maria Bluijssen –, nadšence - jako byl rotterdamský biskup Adrianus Simonis – a rezignované – jako byl metropolitní arcibiskup z Utrechtu Johannes Willebrands. Tolik žádoucí jednotu uvnitř nizozemské biskupské konference totiž mnozí nezaznamenali. Podle kardinála Willebrandse mnozí laici doufali, že nizozemští biskupové projeví větší jednotu ve své politice. Nadšení z výsledků synody bylo mezi nimi malé. Amsterdamský jezuita otec Jan van Kilsdonk v rozhlase řekl: „Situace je beznadějná, ale ne vážná. Papež si z nizozemských biskupů udělal lokaje.“ Pro Sdružení pastoračních pracovníků (VPW) bylo zklamání velké: „Je záhadou, jak mohou být sami biskupové ovlivňováni Vatikánem. Ať se stane cokoli, pokračujme dál.“
Rok po synodě kardinál Willebrands prohlásil: „Od samého počátku byla tato synoda negativně přijímána většinou kněží, pastoračních pracovníků a mnoha dalšími laiky, kteří se věnují pastoraci a jsou v ní aktivní. Přesto bylo také mnoho těch, kteří doufali, že v následujících měsících biskupové projeví jednotu ve své politice. Jak měsíce ubíhaly, toto očekávání narazilo na dno. Nikde se neobjevilo skutečné společenství, opravdové společenství. Konflikty se opět rozhořely. Zklamání, zatrpklost, otevřený odpor vůči biskupům a snad nejhorší ze všeho je rostoucí lhostejnost k církvi, to jsou důsledky.“
Po synodě následovala řada biskupských jmenování, která vyvolala kritiku části nizozemské náboženské obce. Nejprve kardinál Willebrands obdržel dva pomocné biskupy v osobách Johannese Antonia de Koka a Johannese Bernarduse Niënhause, zatímco rotterdamský biskup obdržel biskupa koadjutora v osobě Ronalda Philippa Bära. Poslední jmenování odráželo později realizovaný záměr nahradit kardinála Willebrandse monsignorem Adrianem Simonisem. Následně se pomocnými biskupy v Haarlemu stali Hendrik Joseph Alois Bomers a Joseph Frans Lescrauwaet a biskupem v 's-Hertogenbosch Jan ter Schure. Podle některých názorů všechna tato jmenování přispěla k odcizení nizozemské věřící obce od římské církve. Podle nich pastorační návštěva papeže v Nizozemsku v roce 1985 vyvolala ukázku naprostého nepochopení, v němž se nizozemská církevní provincie po této mimořádné synodě ocitla. Jiní považují tuto synodu za opatrný zlom v dějinách poválečné církve v Nizozemsku.

## Účastníci
Nizozemští biskupové:
- Johannes Willebrands, první delegovaný předseda, metropolita arcibiskup utrechtský, metropolita nizozemské církevní provincie, kastelánský vikář pro Nizozemsko a předseda nizozemské biskupské konference;
- Theodorus Zwartkruis, biskup Haarlem-Amsterdam;
- Johannes Willem Maria Bluijssen, biskup 's-Hertogenbosch;
- Huub Ernst, biskup z Bredy;
- Bernhard Möller, biskup z Groningenu-Leeuwardenu;
- Adrianus Simonis, biskup rotterdamský;
- Joannes Baptist Matthijs Gijsen, biskup v Roermondu.

Představení dikasterií římské kurie:
- Sebastiano Baggio, prefekt Kongregace pro biskupy;
- Jean Jérôme Hamer, sekretář Kongregace pro nauku víry;[14]
- Gabriel-Marie Garrone, prefekt Kongregace pro katolickou výchovu;
- Silvio Oddi, prefekt Kongregace pro klérus;
- James Robert Knox, prefekt Kongregace pro bohoslužbu;
- Eduardo Francisco Pironio, prefekt Kongregace pro řeholní a sekulární instituty.

Druhý delegát předseda:
- Godfried Danneels, arcibiskup-metropolita Malines-Brusel.

Sekretáři:
- Jozef Tomko, generální sekretář biskupské synody;
- Joseph Lescrauwaet, pomocný biskup Haarlem-Amsterdam;

Nizozemští řeholníci:
- Petrus van den Biesen, O.S.B., opat opatství sv. Villibroda v Doetinchemu;
- Adrianus Herman van Luyn, S.D.B., provinciál Salesiánské společnosti svatého Jana Boska.